# Сент Џејмс (Луизијана)
Сент Џејмс (енгл. St. James) насељено је место без административног статуса у америчкој савезној држави Луизијана.

## Демографија
По попису из 2010. године број становника је 828.
| Група             | 2000.    | 2010.       |
| Белци             | 0 (0,0%) | 138 (16,7%) |
| Афроамериканци    | 0 (0,0%) | 662 (80,0%) |
| Азијати           | 0 (0,0%) | 0 (0,0%)    |
| Хиспаноамериканци | 0 (0,0%) | 27 (3,3%)   |
| Укупно            | 0        | 828         |